# 一千邊形

整個正一千邊形（左上方）看起來像圓形。中央的斜線則是將其放大200倍，可以見到它的角

在幾何學中，一千邊形是指擁有1000條邊的多邊形。一千邊形有很多種，其中對稱性最高的是正一千邊形。正常情況下，正一千邊形不容易將之與圓形做區別:144:199，需經過一定程度的放大才能看出其為一個多邊形。有時可以用此來說明有明確定義，但很難視覺化的概念，因此哲學家們常用一千邊形來說明思想、意義和心理表徵的本質和運作方式。:22-25

## 正一千邊形的性質
正一千邊形由1000條邊和1000個頂點組成，每個內角的角度都是179.64°（約179度38分24秒）:66，十分接近平角:199，內角和為179640度:199，其值與1996倍的直角相同:60。若一個正一千邊形過幾何中心的對角線為單位長（即直徑為單位長的圓內接正一千邊形），則其周長接近3.141587…：
{\displaystyle 1000\sin {\frac {\pi }{1000}}\approx 3.141587\cdots }
正一千邊形的面積公式如下：
{\displaystyle A=250a^{2}\cot {\frac {\pi }{1000}}\approx 79577.2\,a^{2}}
它和外接圓的面積相差小於0.0004％。
因為1000 = {\displaystyle }{\displaystyle 2^{3}\times 5^{3}}，它不是不同費馬素數的乘積，也不是2的冪，因此正一千邊形不是一個可作圖多邊形，這意味著一千邊形不能僅用圓規和尺完成作圖。事實上，甚至加上二刻尺作圖的三等分角的方式也無法構建一千邊形，因為其邊數既不是皮爾龐特質數的乘積也不是二和三的冪的乘積。因此，一千邊形的構造需要其他技術，例如二次希皮亞斯曲線、阿基米德螺线或其他輔助曲線。 例如，一千邊形的中心角為0.36度，可以透過構造出一千邊形的中心角來完成一千邊形。首先可以用尺規作圖構造一個9°角，然後使用輔助曲線將其五等分（分成五個相等的部分）兩次，以產生所需的0.36°中心角。

## 哲學用途
勒内·笛卡尔在他的《第一哲學沉思集》的第六個沉思中以一千邊形為例來展示純粹的智力和想像之間的區別。 他說，當人們想到一千邊形時，他在他面前「不會想像出一千條邊或具體想像出一個一千邊形的存在」，而想像三角形時就能想像出三條邊或具體想像出一個三角形存在於他面前。 :133想像力構造了一個“混亂的表象”，這與構造一個具有一萬條邊的一萬邊形沒有什麼不同。但想像者確實清楚地理解什麼是一千邊形，就像他理解什麼是三角形一樣，同時其也能區分出一千邊形和一萬邊形的差別。因此笛卡尔聲稱，智力不依賴於想像力，因為當想像力無法做到時，智力仍能夠產生清晰分明的想法。而與笛卡爾同時代的哲學家皮埃尔·伽桑狄對這種解釋持批評態度。他認為雖然笛卡爾可以去想像一個一千邊形，但他無法理解：人們可以「理解“一千邊形”這個詞表示一個具有一千個角的圖形 [但是] 這只是該詞彙的含義，並不意味著對這個具有一千個角之圖形的理解比想像的要好。」
其他哲學家也引用了一千邊形的例子。例如大卫·休谟指出，「肉眼不可能確定一千邊形內角和為1996倍的直角，或者做出任何接近其比例的猜想。」:101。哥特佛萊德·萊布尼茲評論了约翰·洛克對一千邊形的使用，其指出人們可以在沒有圖像的情況下了解多邊形，並將想法與圖像區分開來:53。

## 對稱性

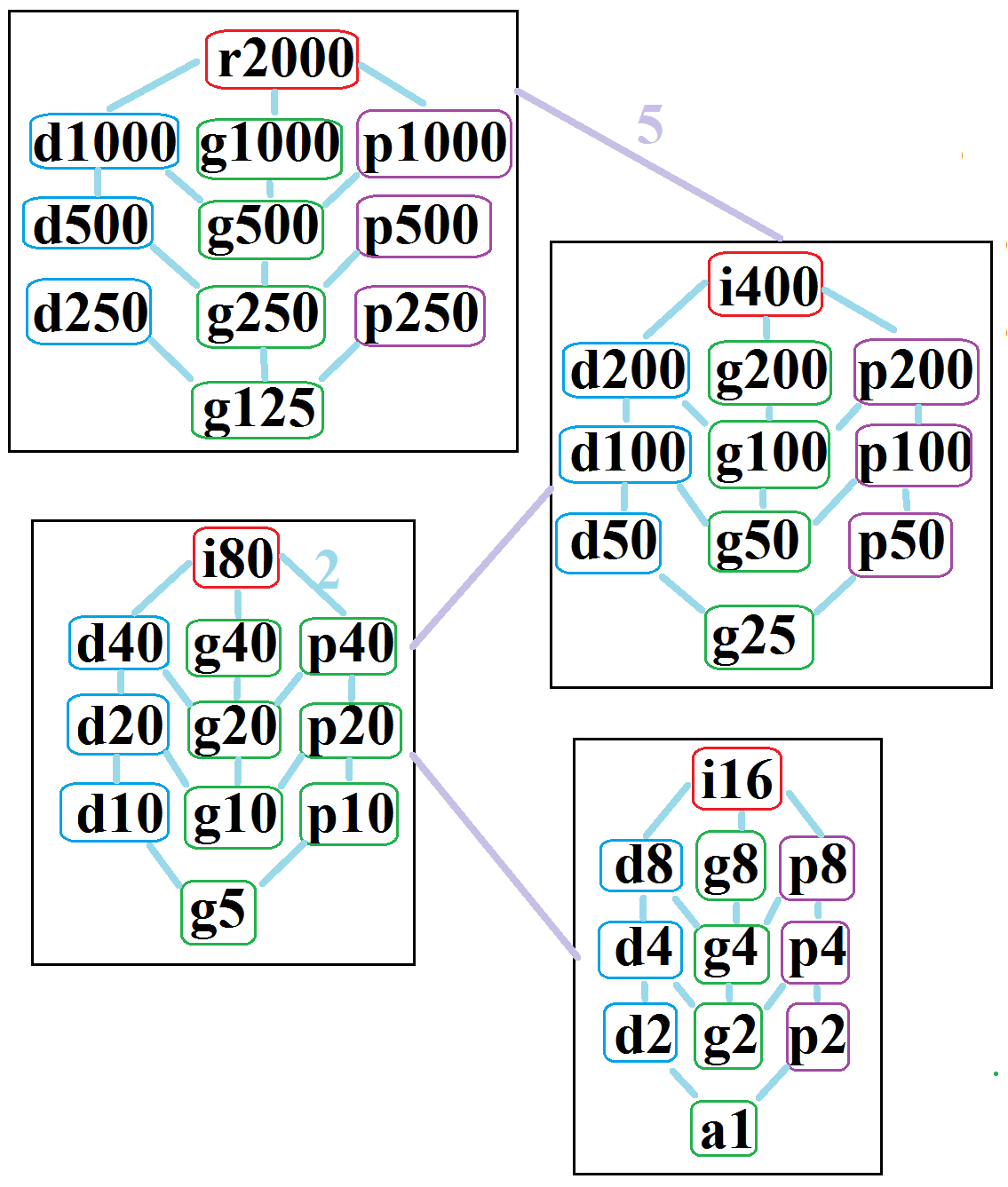
正一千邊形的對稱性。右側的藍線展示索引2的子圖。4個帶框的子圖在位置上與索引5子群相關

正一千邊形具有Dih1000的二面體群對稱性，階數為2000，可由1,000條鏡像線表示。二面體群Dih100具有15個二面體子群：  Dih500、 Dih250、 Dih125、 Dih200、 Dih100、 Dih50、 Dih25、 Dih40、 Dih20、 Dih10、 Dih5、 Dih8、 Dih4、 Dih2和Dih1。它還有16個循環對稱作為子群：Z1000、 Z500、 Z250、 Z125、 Z200、 Z100、 Z50、 Z25、 Z40、 Z20、 Z10、 Z5、 Z8、 Z4、 Z2和Z1，其中Zn表示π/n弧度的旋轉對稱性。
約翰·康威用一個字母標記這些較低的對稱性，對稱的階數位於字母後方。其以d（diagonal，對角線）表示鏡像線通過頂點、p（perpendicular，垂直）表示鏡像線通過邊、i表示鏡像線通過頂點和邊、g表示旋轉對稱。而a1用於標記無對稱性。
這些較低的對稱性允許在定義不規則一千邊形時具有自由度。 只有g1000子群沒有自由度，但可以看成有向邊。